# Liste von schweren Eisenbahnunfällen in Afrika
In der Liste von schweren Eisenbahnunfällen in Afrika sind bekannte Ereignisse mit mehr als 100 Todesopfern aufgeführt.
| Unfall                                | Land           | Jahr | Opferzahlen Tote/Verletzte |
| ------------------------------------- | -------------- | ---- | -------------------------- |
| Eisenbahnunfall von Awash             | Äthiopien      | 1985 | 428 / ~ 500                |
| Eisenbahnunfall von Ayyat             | Ägypten        | 2002 | > 383 / unbekannt          |
| Eisenbahnunfall von Tolunda           | Angola         | 1994 | ~ 300 / unbekannt          |
| Eisenbahnunfall von Igandu            | Tansania       | 2002 | 281 / ~ 400                |
| Eisenbahnunfall von Yaoundé           | Kamerun        | 1998 | 220 / > 100                |
| Eisenbahnunfall von Tenga             | Mosambik       | 2002 | 192 / 167                  |
| Eisenbahnunfall von Langa Langa       | Nigeria        | 1970 | 150 / unbekannt            |
| Eisenbahnunfall von Mvoungouti (1991) | Republik Kongo | 1991 | 133 / > 50                 |
| Eisenbahnunfall von Bouhalouane       | Algerien       | 1982 | 131 / ~ 200                |
| Eisenbahnunfall von Kasumbalesa       | Zaire          | 1987 | 128 / unbekannt            |
| Eisenbahnunfall von Miseiktab         | Sudan          | 1965 | 100–120 / unbekannt        |
| Eisenbahnunfall von Benaleka          | Republik Kongo | 2007 | > 100 / 220                |